# Припек (област Бургас)
 За другите български села с това име вижте Припек.  
Прѝпек е село в Югоизточна България, област Бургас, община Руен.

## География
Село Припек се намира на около 11 km на изток-североизток от общинския център село Руен и около 38 km на север от областния център град Бургас. Разположено е в Източна Стара планина, в западната част на Еминска планина, на около 1,5 km на север-северозапад от съседното село Подгорец. Изтеглено е в направление северозапад – югоизток по понижаващо се на югоизток неголямо продълговато възвишение, обградено от юг и изток от долчините на два малки местни ручея, събиращи югоизточно край селото водите си в малък ляв приток на река Елешница, и от запад – от суха долчина. През Припек минава общински път – в границите на селото негова главна улица, който на север води към селата Мрежичко, Средна махала, Добра поляна и от последното – към село Руен, а на югоизток през селата Подгорец и Сини рид към връзка с третокласния републикански път III-2085 и на запад по него към село Руен. Надморската височина при влизането на пътя в Припек от юг е около 315 m, а при излизането му на северозапад – около 385 m.
Населението на село Припек, наброява 432 души към 1965 г. и след колебания в числеността през следващите години наброява към 2018 г. 423 души.
При преброяването на населението към 1 февруари 2011 г., от обща численост 446 лица, за 400 лица е посочена принадлежност към „турска“ етническа група и за останалите не е даден отговор.

## История
След края на Руско-турската война 1877 – 1878 г., по Берлинския договор село с име Хедиѐтлер остава на територията на Източна Румелия. От 1885 г. – след Съединението, то се намира в България. Село Хедиетлер съществува до 1965 г., когато е закрито при разделянето му на две села – Голям Хедиетлер и Малък Хедиетлер в тогавашните община Челебиево, Бургаски окръг. През 1978 г. село Голям Хедиетлер е преименувано на Подгорец, а през 1980 г. село Малък Хедиетлер е преименувано на Припек.

## Население

### Етнически състав
Преброяване на населението през 2011 г.
Численост и дял на етническите групи според преброяването на населението през 2011 г.:
|                     | Численост |
| Общо                | 446       |
| Българи             | -         |
| Турци               | 400       |
| Цигани              | -         |
| Други               | -         |
| Не се самоопределят | -         |
| Неотговорили        | 45        |

## Религии
Религията, изповядвана в село Припек, е ислям.

## Обществени институции
Село Припек към 2020 г. е център на кметство Припек.
В Припек към 2020 г. има постоянно действаща джамия;